# باريس-تروا 2021
باريس-تروا 2021 هو سباق دراجات هوائية، وهو الموسم رقم 62 من باريس تروا، وأقيم في 14 مارس 2021، وامتدّ لمسافة 179.9 كيلومتر، وضمن سباقات طواف أوروبا للدراجات 2021.
فاز بالمركز الأول Romain Cardis ‏، وبالمركز الثاني ألان ريو ‏، وبالمركز الثالث Antoine Raugel ‏.

## الفرق
| فرق برو (7)- 2021 بي آند بي هوتيلز ‏ - بنجوال دبليو بي 2021 ‏ - ديلكو 2021 ‏ - كيرن فارما 2021 ‏ - سبورت فلاندرين بالويس 2021 ‏ - Arkéa-Samsic - Total Direct Énergie فرق قارية (9)- Groupama–FDJ Continental Team ‏ - إيفوبرو ريسينغ 2021 ‏ - Israel Premier Tech Academy ‏ - Visma–Lease a Bike Development ‏ - Leopard TOGT Pro Cycling ‏ - إس تي ميشيل-أوبير 93 2021 ‏ - سويس ريسينغ أكادمي 2021 ‏ - تارتيلتو-ايزوريكس 2021 ‏ - Van Rysel–Roubaix ‏ فرق أندية الدراجات (7)- Bourg-en-Bresse Ain Cyclisme ‏ - Club Cycliste d'Étupes ‏ - CC Nogent-sur-Oise ‏ - SCO Dijon ‏ - UV Aube-Club Champagne Charlott ‏ - VC Rouen 76 ‏ - VC Villefranche Beaujolais‏ |  |
| |  |

## التصنيف العام النهائي
| التصنيف العام         | التصنيف العام       | التصنيف العام | التصنيف العام                   | التصنيف العام |
| العداء                | العداء              | البلد         | الفريق                          | الوقت         |
| --------------------- | ------------------- | ------------- | ------------------------------- | ------------- |
| 1                     | Romain Cardis ‏      | فرنسا         | إتش بي بي تي بي – أوبير 93 ‏     | 4 س 17 د 03 ث |
| 2                     | ألان ريو ‏           | فرنسا         | فورتنيو سامسيك                  | + 0 ث         |
| 3                     | Antoine Raugel ‏     | فرنسا         | Groupama–FDJ Continental Team ‏  | + 0 ث         |
| 4                     | Kévin Avoine ‏       | فرنسا         | CC Nogent-sur-Oise ‏             | + 0 ث         |
| 5                     | افالداس سيسكفهيوس   | ليتوانيا      | ديلكو ‏                          | + 0 ث         |
| 6                     | ريك بلومرز ‏         | هولندا        | Visma–Lease a Bike Development ‏ | + 0 ث         |
| 7                     | Mick van Dijke ‏     | هولندا        | Visma–Lease a Bike Development ‏ | + 0 ث         |
| 8                     | Mathieu Burgaudeau ‏ | فرنسا         | ديركت إينرجي                    | + 0 ث         |
| 9                     | هوغو بيج ‏           | فرنسا         | Groupama–FDJ Continental Team ‏  | + 0 ث         |
| 10                    | Mathijs Paasschens ‏ | هولندا        | بنجوال باوليز ساوكس دبليو بي ‏   | + 0 ث         |
| مصدر: ProCyclingStats |                     |               |                                 |               |

## وصلات خارجية
- لمحة عن سباق باريس-تروا 2021 على موقع  ProCyclingStats   (برو  سايكلنج  ستاتس) - إحصاءات  محترفي  الدراجات.
- باريس-تروا 2021 على موقع إحصائيات الدراجات الإحترافية (الإنجليزية)